# Quasipaa
Quasipaa – rodzaj płazów bezogonowych z podrodziny Dicroglossinae w rodzinie Dicroglossidae.

## Zasięg występowania
Rodzaj obejmuje gatunki występujące od południowych i południowo-zachodnich Chin do środkowego Wietnamu, północnego i południowo-wschodniego Laosu, południowo-wschodniej Tajlandii i południowo-zachodniej Kambodży.

## Systematyka

### Etymologia
- Quasipaa: łac. quasi- „niby-”; rodzaj Paa Dubois, 1975[a][2].
- Eripaa: łac. ericius „jeż”; rodzaj Paa Dubois, 1975[3]. Gatunek typowy: Rana fasciculispina Inger, 1970.
- Annandia: Thomas Nelson Annandale (1876–1924), szkocki zoolog, entomolog, antropolog[7]. Gatunek typowy: Rana delacouri Angel, 1928.
- Yerana: Chang-Yuan Ye (ur. 1938), chiński herpetolog; łac. rana „żaba”[5]. Gatunek typowy: Paa (Feirana) yei Chen, Qu & Jiang, 2002.

### Podział systematyczny
Do rodzaju należą następujące gatunki:
- Quasipaa acanthophora Dubois & Ohler, 2009
- Quasipaa boulengeri (Günther, 1889)
- Quasipaa courtoisi (Angel, 1922)
- Quasipaa delacouri (Angel, 1928)
- Quasipaa exilispinosa (Liu & Hu, 1975)
- Quasipaa fasciculispina (Inger, 1970)
- Quasipaa jiulongensis (Huang & Liu, 1985)
- Quasipaa robertingeri (Wu and Zhao, 1995)
- Quasipaa shini (Ahl, 1930)
- Quasipaa spinosa (David, 1875)
- Quasipaa taoi Pham, Hoang, Phan, Nguyen & Ziegler, 2022
- Quasipaa verrucospinosa (Bourret, 1937)
- Quasipaa yei (Chen, Qu & Jiang, 2002)